# БТБ
БТБ (Банківське телебачення, раніше Банк-TV/Банк-ТВ) — тематичний український телеканал. Створений Національним банком України для підвищення фінансової грамотності громадян.
Перший телеканал України, який здійснює телевізійне виробництво лише у форматі HD.
ТОВ «Банківське телебачення» (БТБ) було передане Мінінформполітики у серпні 2015 року  з метою створення на його основі Мультимедійної платформи іномовлення України.

## Історія
Телеканал БТБ (ТОВ «Банківське телебачення») створений рішенням правління Національного банку України «з метою інформаційного забезпечення громадян та суспільства своєчасною, достовірною та повною інформацією про політику Національного банку» зі статутним капіталом 10 млн грн.
У липні 2011 року «Банківське телебачення» отримало супутникову ліцензію, у серпні — ефірну цифрову в загальнонаціональному мультиплексі MX-5 з правом мовити у форматі високої чіткості HD.
Мовлення телеканалу розпочалося 25 квітня 2012 року. Головною продюсеркою каналу стала Людмила Обертинська, генеральною директоркою — Світлана Криворучко, головною редакторкою — Світлана Коляда.
У травні 2012 року НБУ за результатами тендеру уклав угоду з ТОВ «Комтел системи мовлення» на постачання радіо і телепередавальної апаратури для свого каналу та послуги з її налаштування на суму 71,33 млн гривень.
Першим проєктом БТБ, що вийшов в ефір, був цикл освітніх фільмів «Фінансова академія». У серпні телеканал змінив логотип «Банк-TV» на БТБ та зменшив частку програм власного виробництва у програмній концепції. 15 грудня 2012 року БТБ змінив пропорції зображення на 16:9.
У листопаді 2012 року БТБ став ексклюзивним партнером в Україні світового лідера серед фінансових медіа — Bloomberg Television.
З 1 січня 2015 рішенням голови НБУ Валерії Гонтаревой телеканал Національного банку БТБ припиняє мовлення на MX-5. На супутнику БТБ транслювався до 1 серпня 2015 року.
Згідно Постанови №196 19 березня 2015 року Національний банк України передає Міністерству інформаційної політики України повноваження з управління корпоративними правами держави щодо Товариства з Обмеженою Відповідальністю "Банківське телебачення" (БТБ).

## Структура

### Структура мовлення

#### T2 — цифровий етер
95% населення України мають змогу дивитися БТБ в національній мережі етерного цифрового телебачення (одній з найбільших у Європі) — МХ-5.

#### Кабельні мережі
Як етерний цифровий канал входить до універсальної програмної послуги (т.зв. соціальній пакет) і є обов'язковим для трансляції в усіх кабельних мережах України.

#### Супутникове мовлення
Також БТБ транслювався на супутнику Amos 2 (4.0°W), 10806 H 30000 (DVB-S), формат зображення — MPEG-2.

### Інформаційна служба

#### «Новини»
Інформаційна служба каналу дає змогу глядачеві бути в курсі найважливіших подій у житті країни та світу, оперативно відстежує новини в усіх галузях суспільного життя, які відбулися упродовж дня.
Час виходу: з понеділка до суботи о 08:00, 10:00, 12:00, 14:00, 16:00, 18:00, 20:00, 22:00.

#### «Новини. Економіка»
Економічні новини — це щоденний інформаційний блок, який висвітлює найважливіші економічні тенденції України та світу. Оперативні новини економічного життя підтверджуються професійними коментарями та аналітичними висновками про головні події.
Час виходу: з понеділка до суботи о 13:00, 15:00, 17:00, 19:00.

### Авторські проєкти

#### «Банки — клієнтам»
Проєкт розкриває потенціал банківської системи України, демонструє наявним і потенційним клієнтам фінансових установ усі можливості користування послугами банків.
Автор — Тетяна Блінова, режисер — Олена Савельєва.

#### «Я — приватний інвестор»
Програма орієнтована на потенційних інвесторів — людей, які мають вільні фінансові ресурси та хочуть їх правильно вкласти у прибуткову справу чи дохідний інструмент.
Автор — Тетяна Попова, режисер — Олена Даньшина.

#### «Фінансова академія»
Проєкт покликаний підвищувати рівень фінансової грамотності населення. У програмі розглядаються найважливіші фінансові питання, актуальні для всіх категорій громадян.
Теми, що порушувалися у програмі: «Як правильно планувати сімейний бюджет», «Споживчі кредити», «Банківські застави», «Грошові перекази», «Види депозитів», «Система гарантування вкладів», «Інвестиційні фонди», «Іпотечний договір», «Кредитна історія», «Онлайн платежі», «Успадкування фінансових продуктів», «Платіжні картки», «Пенсійні програми», «Фішинг», «Банківська реклама» тощо.

#### «ВВП»
Програма «Великі. Впливові. Потужні» — проєкт про успішний та соціально-відповідальний бізнес в Україні. Герої програми — статусні компанії і підприємства, лідери своєї галузі, що успішно розвиваються, створюють нові робочі місця та є стратегічно важливими для країни.
Автор — Вікторія Райчинець, режисер — Люся Іванцова.

#### «Золотий запас України»
Програма презентує досягнення українських винахідників. Деякі з них уже впроваджені на промислових об'єктах, інші — ще на стадії технологічних досліджень.
Автор — Ольга Артюх, режисер — Олена Дмитрієвська.

#### «Магія виробництва»
Програма розкриває технічний бік виробництва товарів щоденного використання. Висвітлюється технологія створення тієї чи іншої продукції від початку до завершення.
Автор — Тетяна Кириченко, режисер — Віктор Тірюто.

#### «Ризикологія»
Проєкт, що має на меті навчити глядачів розпізнавати та диверсифікувати фінансові ризики.
Автор — Станіслав Дубко, режисер — Ольга Санченко.

#### «Людина без футляра»
Розважальний проєкт, покликаний зруйнувати стереотип про фінансиста як «людину в футлярі». Формат — неформальні бесіди з банкірами, економістами та державними діячами. Секрети успішної кар'єри та досвід життя.

#### «Банківські новації»
Програма про нові розробки вітчизняної банківської галузі — продукти, технології їх створення та просування на ринок. Секрети банківської системи зсередини.

### Інформаційно-аналітичні проєкти

#### «Ексклюзив»
Гості програми — перші особи держави, топ-менеджери провідних компаній, політичні діячі, найавторитетніші експерти. Учасниками вже були: перший віце-прем'єр-міністр Сергій Арбузов, міністр доходів і зборів Олександр Клименко, міністр економічного розвитку і торгівлі Ігор Прасолов, міністр закордонних справ Леонід Кожара, міністр освіти і науки Дмитро Табачник, керівник групи радників голови НБУ Валерій Литвицький.
Автори: Володимир Веселовський, Володимир Коваль, режисер — Ольга Санченко.

#### «Перспектива»
Щотижнева інформаційно-аналітична програма про головні аграрні події, тенденції товарних ринків і ціни. У проєкті представлено погляд на основні галузі харчової індустрії. У кожному випуску розповідаємо про агропромисловий потенціал регіонів України та світу.
Автор — Лариса Гук, режисер — Сабіна Ісаєва.

#### «Енергоогляд»
Цикл інформаційно-аналітичних програм, у яких розкриваються питання паливно-енергетичного комплексу. В аналітичних матеріалах та інтерв'ю з провідними експертами висвітлені важливі події енергетичного ринку як України, так і світу.
Автор — Оксана Кадочникова, режисер — Сабіна Ісаєва.

### Дискусійні програми

#### «Приватний інтерес»
У програмі «Приватний інтерес» йдеться про права споживачів, податки і збори, реєстрацію нерухомості, запровадження нових акцизів і мит, фінансові та банківські продукти, відносини з чиновниками та роботодавцями. Програма виходить в ефір з понеділка по п'ятницю о 13.10.

#### «Профільний інтерес»
«Профільний інтерес» розкриває суть змін у конкретних галузях економіки та бізнесу. Програма виходить в ефір о 15.10 з понеділка по п'ятницю.

#### «Національний інтерес»
«Національний інтерес» проводить аналіз проголошених в Україні реформ, позицій держави на міжнародній арені, роз'яснює зміст соціальних ініціатив і значущих законопроєктів. Програма виходить в ефір з понеділка по п'ятницю о 19.10.

### Інформаційні блоки
- Курси валют в Україні
- Середні роздрібні ціни на пальне в Україні
- Дорогоцінні метали на LME (Лондонська біржа металів)
- Українські індекси
- Світові фондові індекси
- FOREX
- Чиказька товарна біржа
- Енергоносії — нафта сортів WTI, BRENT
- Метали в банках України — золото, срібло
- Депозити для фізичних осіб в Україні
- Депозити для юридичних осіб в Україні
- Найбільше втратили в ціні
- Міжбанківський кредитний ринок України

## Керівництво
Шеремет Андрій Іванович, директор

## Засновник та власник
Засновником телеканалу є Національний Банк України. Власником телеканалу є Міністерство інформаційної політики України.